# Gelasien
| Systeem Periode                           | Serie Tijdvak | Subserie | Etage Tijdsnede | Ouderdom (Ma)   |
| ----------------------------------------- | ------------- | -------- | --------------- | --------------- |
| Kwartair                                  | Holoceen      | Boven    | Meghalayen      | 0 - 0,0042      |
| Kwartair                                  | Holoceen      | Midden   | Northgrippien   | 0,0042 - 0,0082 |
| Kwartair                                  | Holoceen      | Onder    | Greenlandien    | 0,0082 - 0,0117 |
| Kwartair                                  | Pleistoceen   | Boven    | Boven           | 0,0117 - 0,126  |
| Kwartair                                  | Pleistoceen   | Midden   | Chibaien        | 0,126 - 0,781   |
| Kwartair                                  | Pleistoceen   | Onder    | Calabrien       | 0,781 - 1,80    |
| Kwartair                                  | Pleistoceen   | Onder    | Gelasien        | 1,80 - 2,58     |
| Neogeen                                   | Plioceen      | Plioceen | Piacenzian      | ouder           |
| Indeling van het Kwartair volgens de ICS. |               |          |                 |                 |

Het Gelasien is in de internationaal gebruikte geologische tijdschaal van de ICS de onderste etage of de vroegste tijdsnede in het Pleistoceen. De ondergens ligt volgens de tijdsschaal van de ICS op 2,58 Ma (miljoen jaar geleden), de bovengrens op 1,80 Ma.. Het Gelasien volgt op het Piacenzien (Plioceen) en wordt het opgevolgd door het Calabrien. In Noordwest-Europa is het gebruik van de alternatieven Tiglien (voor het jongere deel) en Pretiglien (voor het oudere deel) gangbaarder. Deze beide tijdvakken zijn in Nederland gedefinieerd.

## Stratigrafie
Rond 2,6 Ma geleden ontstonden op het noordelijk halfrond de eerste ijskappen die zich ook naar het laagland uitbreidden. Ongeveer gelijktijdig begon het zeewater af te koelen waarmee in het Gelasien het ijstijdvak begon, dat tot op heden duurt. De grens op 2,6 Ma (de basis van het Gelasien) wordt gekenmerkt door het uitsterven van de Protozoa Discoaster pentaradiatus en Discoaster surculusen. Nog een belangrijke gebeurtenis was de omkering van het aardmagnetisch veld tussen de chrons Gauss en Matuyama op 2,58 Ma.

## Lithofacies
Het Gelasien is afkomstig uit de Italiaanse stratigrafie. Het Noordzeebekken was in het Gelasien net als tegenwoordig een sedimentair bekken, dat in het midden gevuld werd met mariene en aan de randen met fluviatiele sedimenten. De Ardennen lagen boven water, maar in het noorden van België bevond zich de spoelvlakte van de Rijn en Maas. De afzettingen van deze rivieren worden in België de formaties van Merksplas en Brasschaat genoemd. Dezelfde fluviatiele afzettingen komen ook voor in het zuiden van Nederland, waar ze worden gerekend tot de formaties van Waalre (afzettingen van de Rijn) en Beegden en de Kiezeloöliet Formatie (laatste twee formaties zijn afzettingen van de Maas). Het noorden van Nederland bestond uit de spoelvlaktes en delta's van de Eridanos, een rivier die zijn achterland in het gebied rondom de huidige Oostzee had. De afzettingen van de Eridanos worden tot de Formatie van Peize gerekend. Ze grenzen vertand aan de Formatie van Maassluis, mariene afzettingen van de Noordzee, die het westen van Nederland bedekte.
In Engeland komt het Gelasien ongeveer overeen met de afzetting van de zogenaamde Red Crag, de Norwich Crag en de Weybourn Crag in East Anglia.